# Légions tchécoslovaques

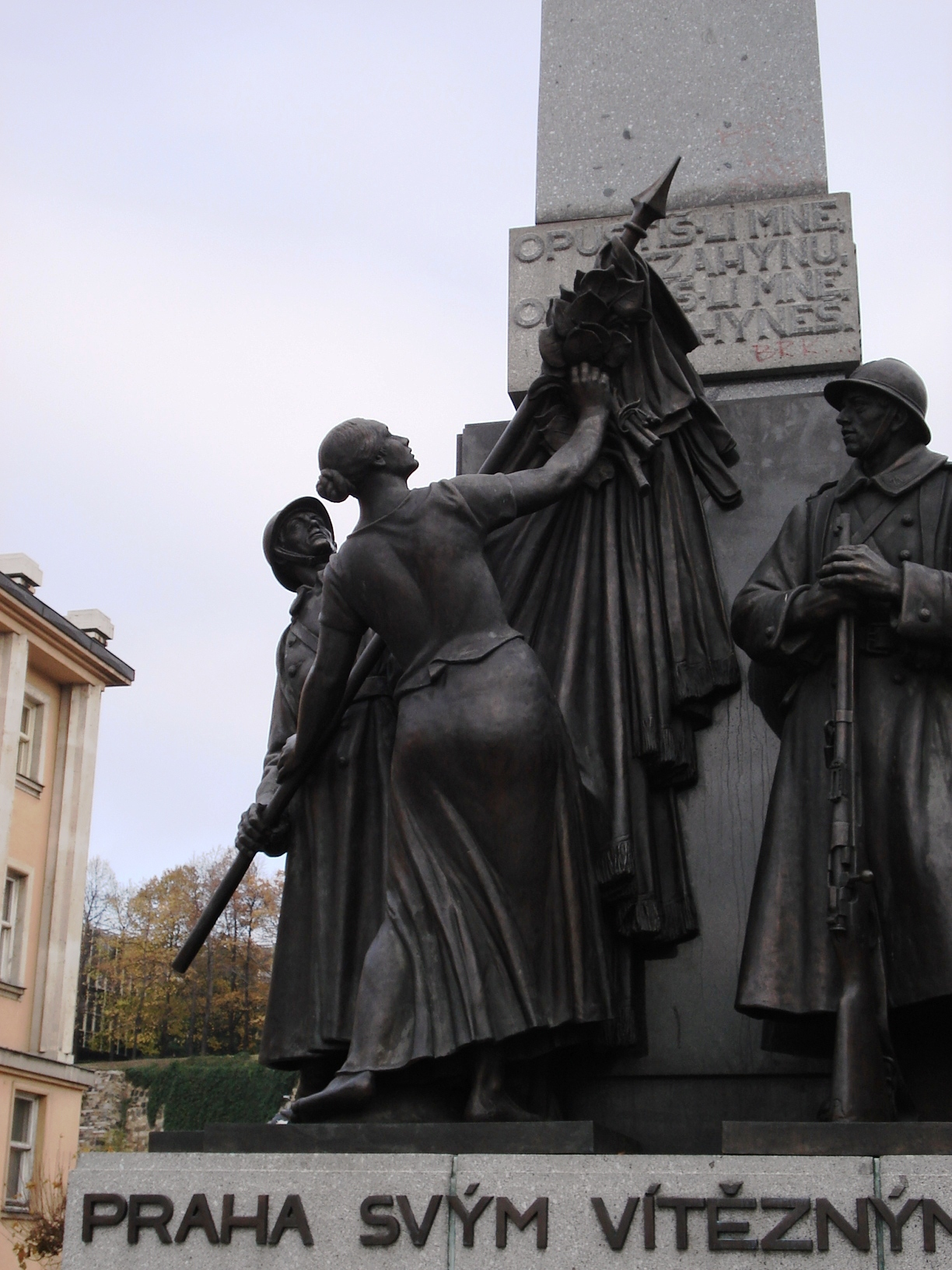
Monument aux légions tchécoslovaques, place Palacky, Prague.

 Les légions tchécoslovaques (Československé legie ou parfois České legie en tchèque, Česko(-)slovenské légie en slovaque) sont des unités de volontaires armés tchèques et slovaques ayant combattu aux côtés des puissances militaires alliées de la Triple-Entente durant la Première Guerre mondiale.

## Origines

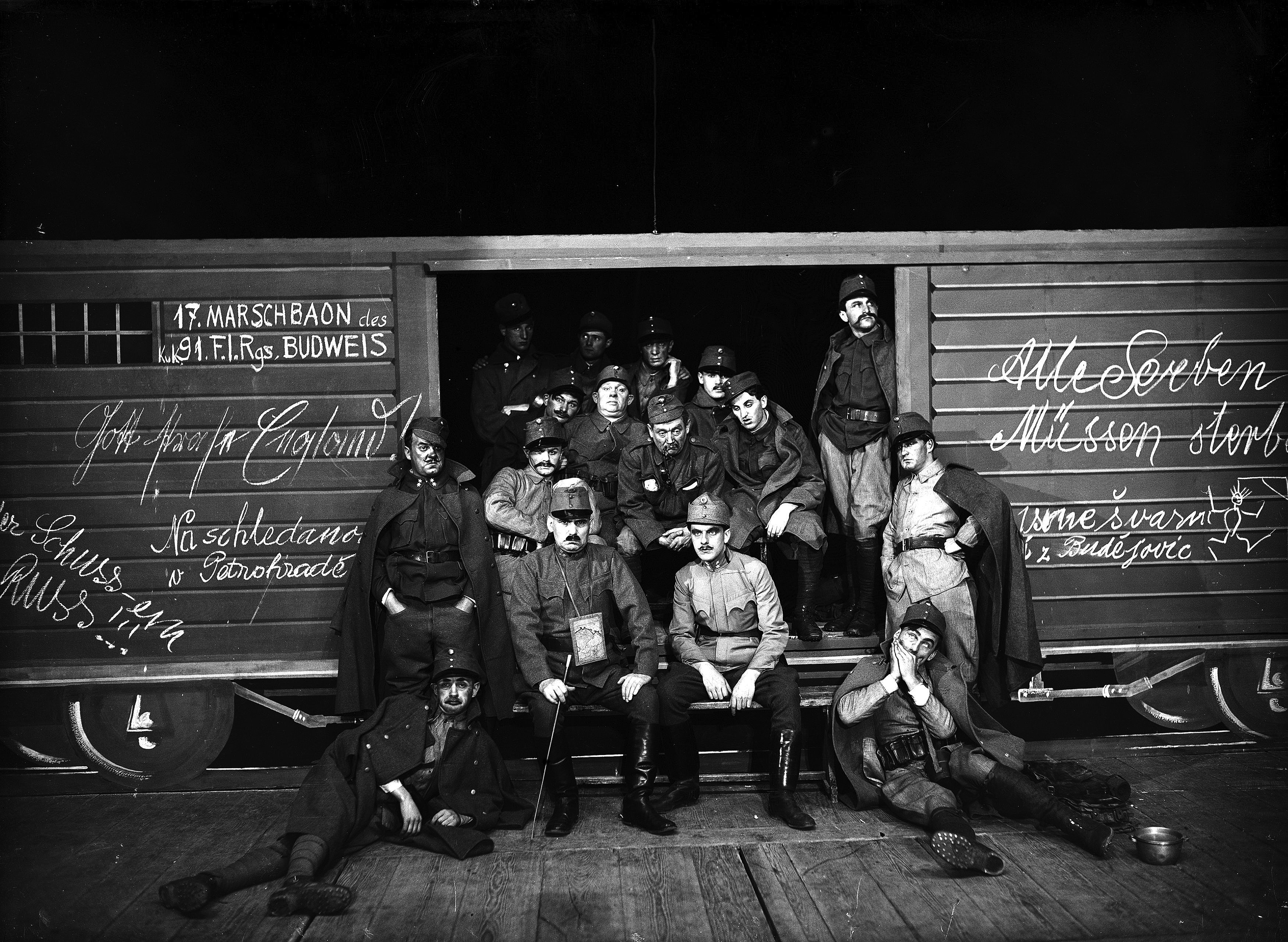
Satire de la mobilisation austro-hongroise à Budweis en 1914. Sur le côté droit du wagon, slogan en allemand : « Alle Serben müssen sterben » (« Tous les Serbes doivent mourir »). Image satirique de la pièce Le Brave Soldat Chvéïk jouée à Cracovie en 1930.

Au début de la Première Guerre mondiale, les Tchèques et Slovaques, dans leur grande majorité, étaient loyaux à la monarchie austro-hongroise et n'opposèrent pas de résistance armée à la mobilisation de 1914. Cependant, dès les premiers combats, des difficultés apparurent entre les conscrits tchèques et slovaques, et leurs gradés respectivement germanophones ou hungarophones. Pendant la première campagne de Serbie, la 21e division de Landwehr (armée territoriale), de recrutement tchèque, soumise à des ordres contradictoires, refusa d'y obéir, se débanda et fut l'objet de sanctions. Au début de 1915, à Szeged, des querelles et bagarres opposèrent les soldats tchèques venus de Prague à leurs homologues hongrois engagés sur le front des Carpates : les Tchèques saluaient avec un humour macabre les blessés revenant du front et plusieurs de leurs officiers désertèrent.
À partir de 1915, des émigrants et intellectuels tchèques et slovaques (Tomáš Masaryk, Milan Rastislav Štefánik, etc.), envisagèrent de créer des légions tchécoslovaques. Leur objectif était d'assister les troupes de la Triple-Entente afin d'obtenir, en cas de victoire, la création d'un État indépendant tchécoslovaque à partir de territoires appartenant à l'Autriche-Hongrie : le royaume de Bohême-Moravie-Silésie autrichienne, et la Slovaquie, alors Haute-Hongrie (ce qui se produisit effectivement en octobre 1918).

Insigne des légionnaires sur leur béret d'uniforme.

Les légions tchécoslovaques furent créées en 1917 en Russie, en France en décembre 1917 — incorporant notamment des volontaires originaires d'Amérique — et en Italie en avril 1918. Les effectifs furent essentiellement formés à partir des prisonniers de guerre tchèques et slovaques de Russie, Serbie et Italie, ainsi que des émigrants de France et Russie qui avaient déjà formé la « Compagnie tchèque » en Russie et les troupes Nazdar (« Salut ») en France en 1914.
Ces légions furent impliquées dans de nombreuses batailles de la Première Guerre mondiale : Vouziers, Arras, Zborov (en) (partie de l'offensive Kerenski), Doss Alto (cs), Bakhmatch, etc.

## Légions tchécoslovaques en Russie
Elle jouèrent un rôle déterminant au cours de la guerre civile russe.
Lorsqu'éclata la Première Guerre mondiale, les Tchèques et les Slovaques vivant dans l'Empire russe demandèrent au tsar Nicolas II de pouvoir organiser une force nationale pour combattre l'Autriche-Hongrie. Le tsar consentit à l'organisation de cette armée.
Une « compagnie tchèque » naquit en 1915, qui fut incorporée à l'armée russe. À partir de mai 1915, cette compagnie commença à recruter des prisonniers et des déserteurs slaves de l'armée austro-hongroise, originaires des territoires de Bohême, Moravie, Silésie, Slovaquie et Ruthénie. En février 1916, elle devint le « Régiment de Fusiliers tchécoslovaques » (Československý střelecký pluk) et en mai 1916 la « Brigade des Fusiliers tchécoslovaques » (Československá střelecká brigáda) avec 7 300 personnes. Les dirigeants des mouvements pour l'indépendance tchèque et slovaque Masaryk et Štefánik vinrent en Russie pour aider à accroître et à organiser ce corps militaire, et en firent entre printemps et été 1917 une armée tchécoslovaque indépendante. En septembre 1917, la Brigade fut transformée en la Première division de fusiliers hussites, qui fut regroupée avec la Seconde division de fusiliers (créée en juillet 1917) pour devenir le « Corps tchécoslovaque de Russie » (Československé vojsko na Rusi), totalisant 40 000 hommes, ce qui était déjà un embryon d'armée nationale.
Le corps d'armée compta jusqu'à 65 000 hommes.

### L'expédition sibérienne

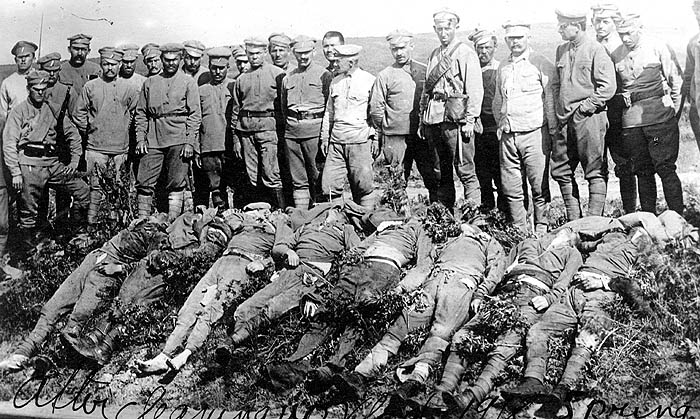
À terre, des légionnaires tchèques exécutés par les bolcheviks à Vladivostok ; debout, leurs camarades ayant découvert les corps. Photographie prise par le lieutenant américain William C. Jones.

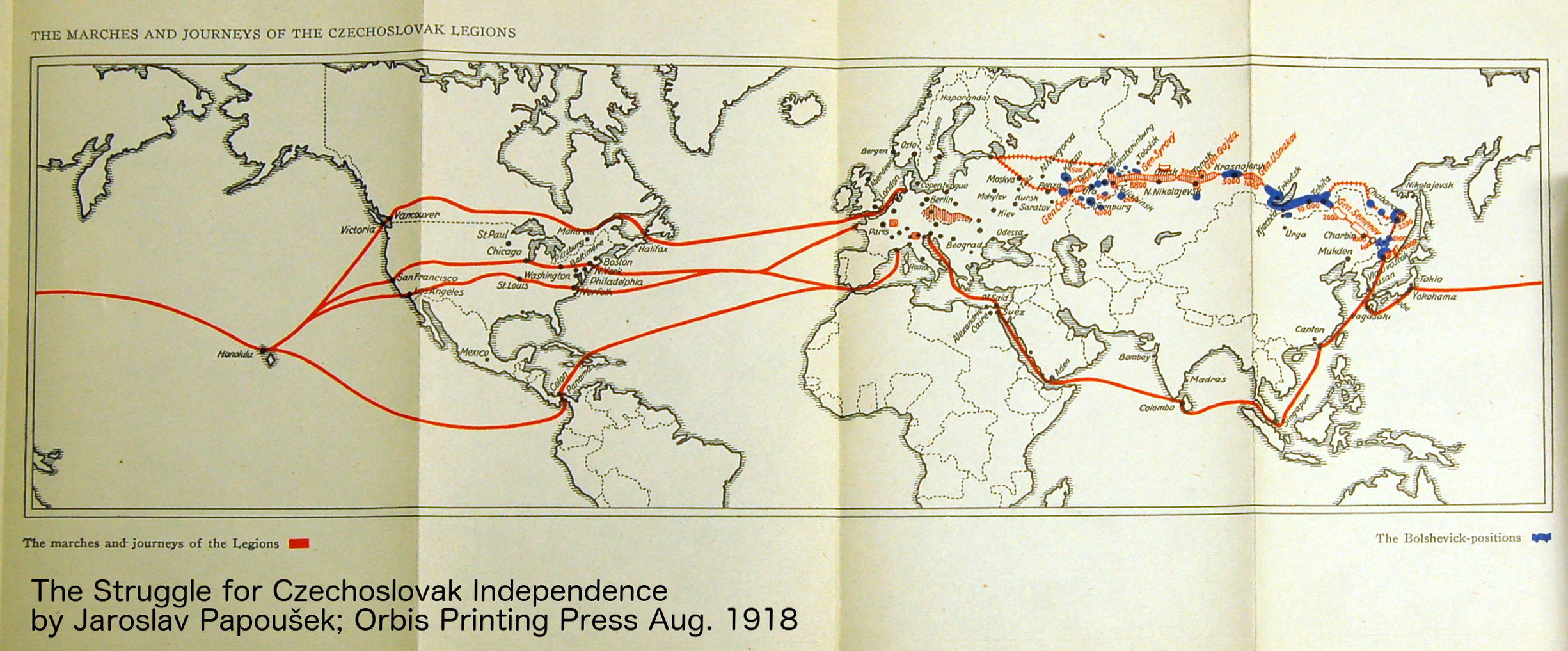
Carte rappelant le trajet des Légions tchécoslovaques et leurs campagnes de par le monde.

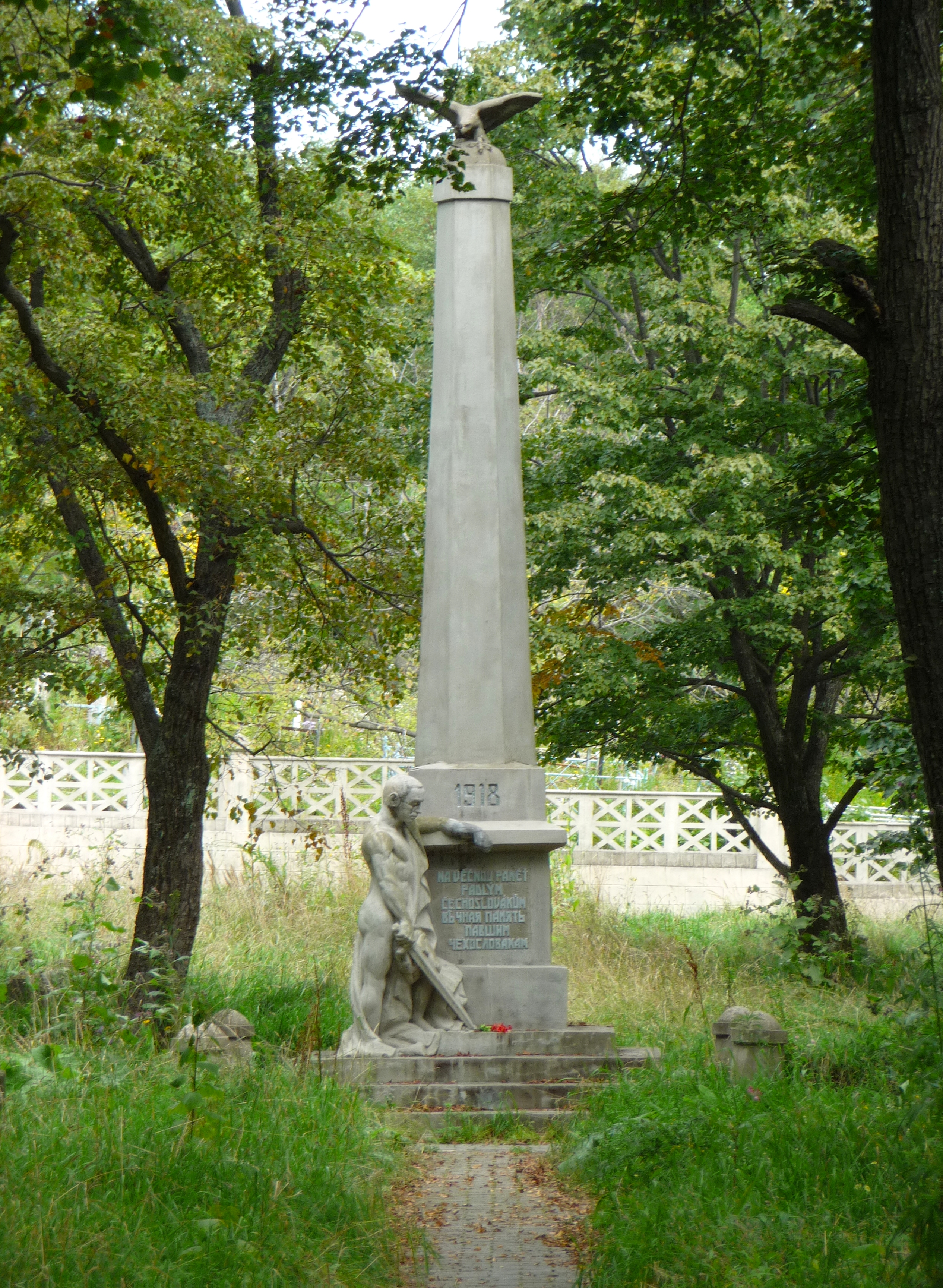
Monument aux morts de la Légion tchécoslovaque au cimetière de la légion tchécoslovaque (Vladivostok).

Après la révolution russe, le gouvernement bolchevik conclut avec les empires centraux le traité de paix de Brest-Litovsk en mars 1918. Les Alliés décidèrent alors d'évacuer le corps des Tchèques et des Slovaques vers la France pour continuer la guerre. En raison du blocus sur les principaux ports russes par les troupes allemandes et autrichiennes, la décision fut prise de traverser la Sibérie et d'évacuer la Russie par le port de Vladivostok.
En février 1918 les autorités bolchéviques d'Ukraine permettent à la légion de commencer son voyage à travers la Russie. Après leur départ d'Ukraine et leur entrée dans la zone contrôlé par les soviétiques, les représentants du Conseil national tchécoslovaque négocièrent à Moscou les détails de l'évacuation. Le 25 mars les deux parties signent les accords de Penza dans lesquels les légionnaires acceptent de céder la plupart de leurs armes en échange d'un laisser passer vers Vladivostok. Les tensions continuèrent cependant de monter, aucun des deux camps ne faisant confiance à l'autre. Les bolchéviques craignaient le soutien de la légion aux contre-révolutionnaires russes tandis que les légionnaires se méfiaient des communistes tchécoslovaques dans leurs rangs.
En mai 1918, la légion est étirée de Penza à Vladivostok sur toute la longueur du Transsibérien. L'évacuation fut ralentie notamment par des problèmes d'approvisionnement et par le besoin récurrent de négocier avec les soviets locaux sur la route. Le 14 mai 1918, les Tchèques et les Slovaques interceptèrent un train hongrois à Tcheliabinsk et abattirent un soldat qui avait lancé un projectile dans leur direction. Cet incident poussa Léon Trotski alors Commissaire du peuple pour les Affaires militaires à demander le désarmement complet et l'arrestation des légionnaires. Après un congrès ayant pris place à Tchelianisk quelque jour plus tard, ces derniers refusèrent de déposer les armes et posèrent des ultimatums pour leur traversé de la Sibérie. Cet incident marque le début de la Révolte de la Légion tchécoslovaque.
Des combats entre légionnaires et bolchéviques éclatèrent le long de la voie du transsibérien fin mai. Fin juin les légionnaires, sous le commandement du général Mikhail Dieterichs, s'emparent de Vladivostok, renversant l'administration bolchévique locale. Le 6 juillet, la légion déclare la ville protectorat des Alliés et les légionnaires repartent vers l'ouest aider leur camarade qui se battent toujours le longs du transsibérien.
Au milieu du mois de juillet les légionnaires contrôlent le chemin de fer entre Samara et Irkoutsk puis toute la ligne début septembre. Ils conquièrent toutes les grandes villes de Sibérie y compris Iekaterinbourg mais le Tsar et sa famille sont exécutés moins d'une semaine avant leur arrivée.
Les victoires militaires en Sibérie de l'été 1918 sont bien accueillies par les Alliés qui voient l'opération comme une tentative de recréer un front à l'est. Le président américain Woodrow Wilson qui avait d'abord refusé l'implication américaine en Russie appela à une intervention limité en Sibérie conjointement avec le Japon pour secourir les légionnaires, mais le temps que les troupes américaines et japonaises arrivent à Vladivostok les légionnaires les y attendaient déjà.
La campagne de Sibérie impressionna les gouvernements alliés et les rendit favorables à l'idée d'un état Tchécoslovaque indépendant. Pendant que la légion enchainait les victoires le Conseil nationale tchécoslovaque recevait une reconnaissance officiel de différents pays Alliés.
Après être entré en guerre avec les bolchéviques, les légionnaires firent cause commune avec les Russes antibolchéviques qui créèrent leurs propres gouvernements derrière les lignes tchécoslovaques, le plus important d'entre eux étant celui de Komoutch mené par les socialistes-révolutionnaires à Samara. Avec l'aide de la légion tchécoslovaque, l'armée populaire de Komoutch remporte plusieurs batailles notamment celle de Kazan et capture une réserve d'or impérial.
À l'automne 1918, la pression de l'armée rouge se fait de plus en plus vive, la légion ayant du mal à se renforcer en hommes à partir des camps de prisonniers militaires. Le 28 octobre est par ailleurs déclaré à Prague la première république tchécoslovaque, faisant naitre chez les légionnaires la volonté d'un retour au pays. Enfin le 18 novembre 1918 un coup d'État à Omsk de l'amiral Alexandre Koltchak renverse le gouvernement antibolchévique soutenu par la légion ce qui finit d'achever son moral.
À l'été et l'automne 1919, devant l'avancée des troupes bolchéviques, la légion décide d'abandonner son soutien aux armées blanches de Koltchak et négocie l'évacuation en échange de cet abandon. Après la conclusion d'un armistice, l'évacuation des légionnaires se déroule sans gros accros et le dernier légionnaire quitte Vladivostok en septembre 1920. Le nombre total de personne évacué est de 67 739 dont 56 455 soldats, 3 004 officiers, 6 714 civils, 1 716 femmes, 717 enfants, 1 935 étrangers et 198 autres. Après leur retour beaucoup ont rejoint la nouvelle Armée tchécoslovaque.

## Légions tchécoslovaques en France

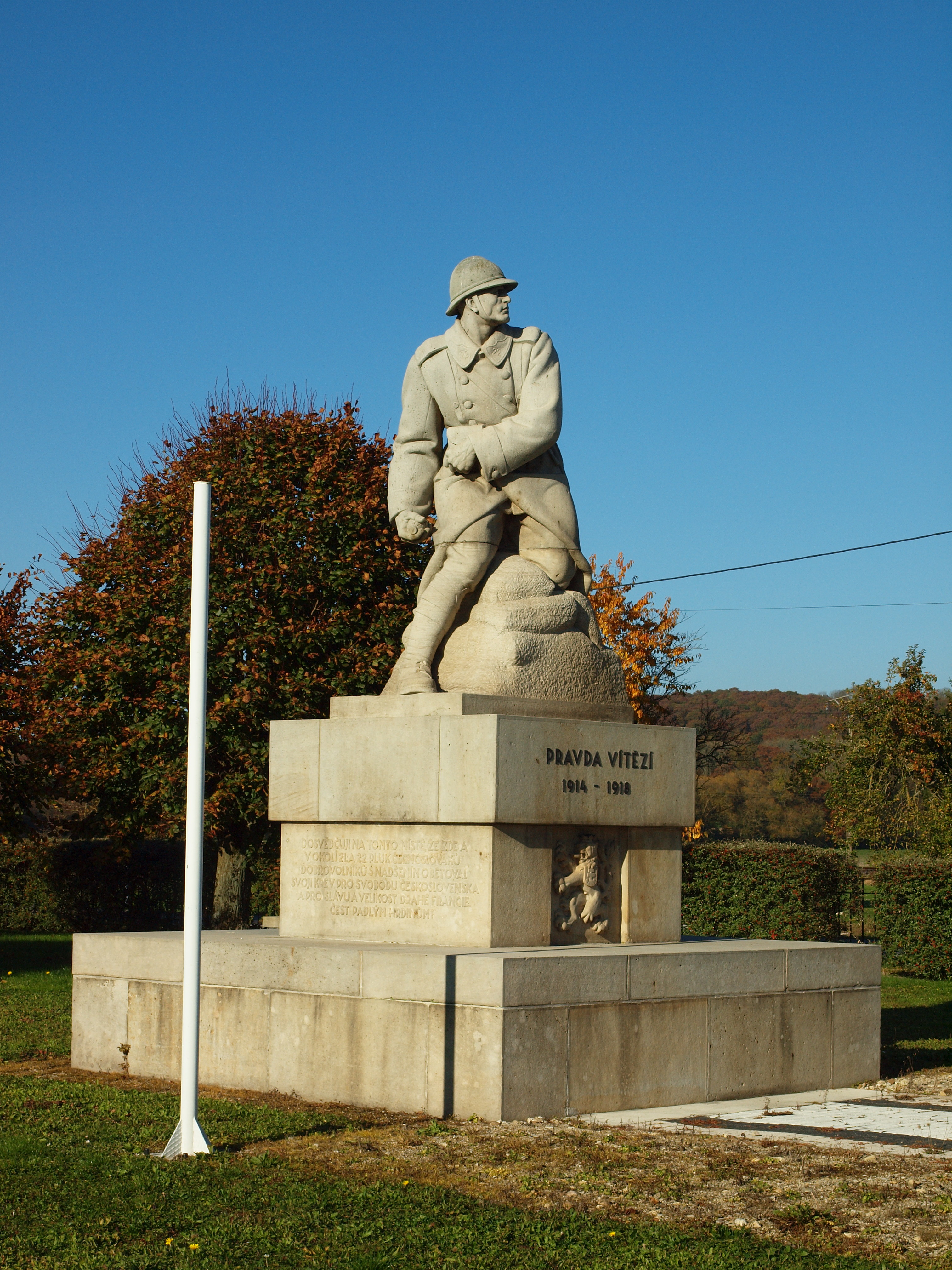
Monument tchécoslovaque de Chestres près de Vouziers (Ardennes).

Les engagements des volontaires tchécoslovaques auprès de la Légion étrangère débutèrent à Paris le 21 août 1914. Le 31 août marque la création de la première compagnie, bataillon C du 2e Régiment de Marche du 1er Étranger à Bayonne. En se croisant en ville, ils se saluaient par « Nazdar ! », et furent dès lors dénommés la « Compagnie Nazdar ». En 1918, une brigade tchécoslovaque fut constituée en France, qui retourna au pays à l'automne en 1919. Elle comptait 9 600 soldats.
Les régiments de légionnaires tchécoslovaques (21e (cs) et 22e) intègrent la 53e division d'infanterie en août 1918.
Du 13 juin au 15 septembre, ils sont déplacés en Haute-Alsace. De là, à partir du 24 juin, ils occupent un secteur entre Leimbach et le canal du Rhône au Rhin, réduit à droite, le 9 août, jusque vers Burnhaupt-le-Haut.
Du 15 au 30 septembre, ils sont retirés du front et transportés en train dans la région de Châlons-sur-Marne et Épernay pour se reposer, puis ils entrent en mouvement vers Nanteuil-la-Fosse et Ville-en-Tardenois.
Du 30 septembre au 9 octobre, ils progressent, en 2e ligne, dans la région de Serzy-et-Prin (bataille de Champagne et d'Argonne).
Du 9 au 16 octobre, ils sont transportés en camion au camp du bois de la Lyre, puis se mettent en mouvement vers le nord de la rivière Py.
Du 16 au 31 octobre, ils occupent un secteur, face à l'Aisne (Oise), entre Voncq et Condé-lès-Vouziers, où le combats sont particulièrement violents.
Quelque 650 légionnaires tchécoslovaques périrent en France au cours de la Première Guerre mondiale.

## Légions tchécoslovaques en Italie
C’est Milan Rastislav Štefánik qui fut chargé par le Conseil national tchécoslovaque (Národní výbor československý (cs)) à Paris d’organiser la formation des légions en Italie. En comparaison avec la France ou la Russie, l'Italie était dans une position particulière. Elle ne voulait pas détruire l’Autriche-Hongrie parce qu’elle avait peur du nationalisme croate et slovène en Dalmatie et en Istrie. Son but était plutôt d’affaiblir l’Autriche-Hongrie, gagner le contrôle sur la région de Trentin (Tyrol du sud) et – peut-être – annexer l’Istrie, Trieste et la Dalmatie. L'Italie ne soutenait donc pas la création de la Tchécoslovaquie.
Par ailleurs, la minorité tchèque ou slovaque en Italie était très petite, quasi inexistante, et la seule possibilité pour former une unité militaire tchécoslovaque était donc de recruter les prisonniers de guerre ou les déserteurs. Le haut commandement de l’armée italienne s'y opposa tout d'abord, arguant que l’usage des prisonniers de guerre pour des buts militaires était contre les lois internationales de la guerre.
C’est pourquoi, quand Štefánik arriva à Rome en 1916 pour discuter avec le gouvernement italien les possibilités de créer des unités tchécoslovaques avec des prisonniers en Italie, la réaction du ministre des Affaires étrangères Sidney Sonnino fut négative.
Ce n’est qu’en janvier 1917 que le « Comité italien pour l’indépendance de la Tchécoslovaquie » fut créé, en même temps qu'une représentation officielle du « Comité national tchécoslovaque » ouvrait à Rome. À Santa Maria Capua Vetere, puis à Padula (Salerno), se forma vers la fin d’octobre 1917 une « Ligue des volontaires tchécoslovaques » avec 3 194 volontaires.
En février 1918, les volontaires furent libérés du statut de prisonniers de guerre et purent être utilisés pour les travaux de génie (tranchées, routes, fortins). Il y avait à cette date 11 200 soldats dans sept bataillons.
Le 15 avril 1918, les légions tchécoslovaques furent officiellement reconnues par le gouvernement italien. De la part du gouvernement, l'acte de reconnaissance fut signé par le ministre des Affaires étrangères Sonnino et par le ministre de la guerre Zupelli. Štefánik signa pour la Tchécoslovaquie. Les légions furent soumises au haut commandement de l'armée italienne, et le général Andrea Graziani leur fut donné comme commandant.
L’équipement et l’armement des unités progressa très vite, et le 26 avril 1918 quatre régiments étaient déjà créés, chacun avec trois bataillons. Ils portaient, entre autres, le chapeau des bersagliers et un coutelas des troupes d’élite arditi.
Le 25 mai 1918, au troisième anniversaire de l’entrée de l’Italie dans la guerre contre l’Autriche-Hongrie, le colonel Štefánik put remettre solennellement, à Rome, devant le monument à Victor-Emmanuel II, le drapeau de l'unité au général Graziani. À la cérémonie participaient les hauts fonctionnaires de l'État et de l'armée italienne.
En juin 1918, le roi Victor-Emmanuel III fut présent lors du défilé militaire des légions tchécoslovaques à Orgiano, et confirma par sa présence le récent soutien de l'Italie à la cause tchécoslovaque.
Les premières unités étaient déjà au front, surtout le long du Piave et au nord du lac de Garde. Quelques compagnies prirent part aux combats à Doss Alto, près du lac de Garde et leur défense courageuse fut mentionnée très positivement par le gouvernement et la presse italienne. Le premier ministre italien Vittorio Orlando envoya à cette occasion un télégramme de félicitations à Tomáš Masaryk, président du Conseil national tchécoslovaque (Národní výbor československý (cs)) à Paris.
Sur le front, quarante-six légionnaires furent faits prisonniers de guerre par les unités autrichiennes. Ils furent jugés par le tribunal militaire pour haute trahison (en tant que citoyens austro-hongrois) et condamnés à la peine de mort par pendaison. La sentence fut exécutée immédiatement. Après la guerre, en 1920-1921, leurs restes furent exhumés, transportés à Prague et ensevelis, avec les honneurs militaires, au cimetière de Prague-Olšany.
Le recrutement des soldats parmi les prisonniers continua après la fin de la guerre, et en 1919 les légions tchécoslovaques en Italie comptaient déjà 60 000 hommes, prêts à être transportés vers leur patrie libérée et pour la formation de la nouvelle armée de la Tchécoslovaquie.

## Après la guerre
Les membres des Légions constituèrent l'ossature de la nouvelle Armée tchécoslovaque. En janvier 1919, ils combattent contre la Pologne dans la région de Teschen. Ils furent nombreux à combattre lors des combats avec la Hongrie en Slovaquie en 1919.
Corps instable et peu démocratique, ils sont à l'origine de nombreuses tensions dans la première république tchécoslovaque. Ils protestent contre le gouvernement socialiste de Tusar. Ils s'opposent, parfois violemment, aux minorités telles que les Allemands des Sudètes et les Hongrois de Slovaquie. Ils dégradent les monuments en l'honneur de la monarchie des Habsbourg. Ils avancent des revendications anti-démocratiques telles « la dictature illimitée pour le président Masaryk ». Ce dernier doit souvent envoyer son conseiller pour les ramener à la raison et diminuer les tensions.

## Divers

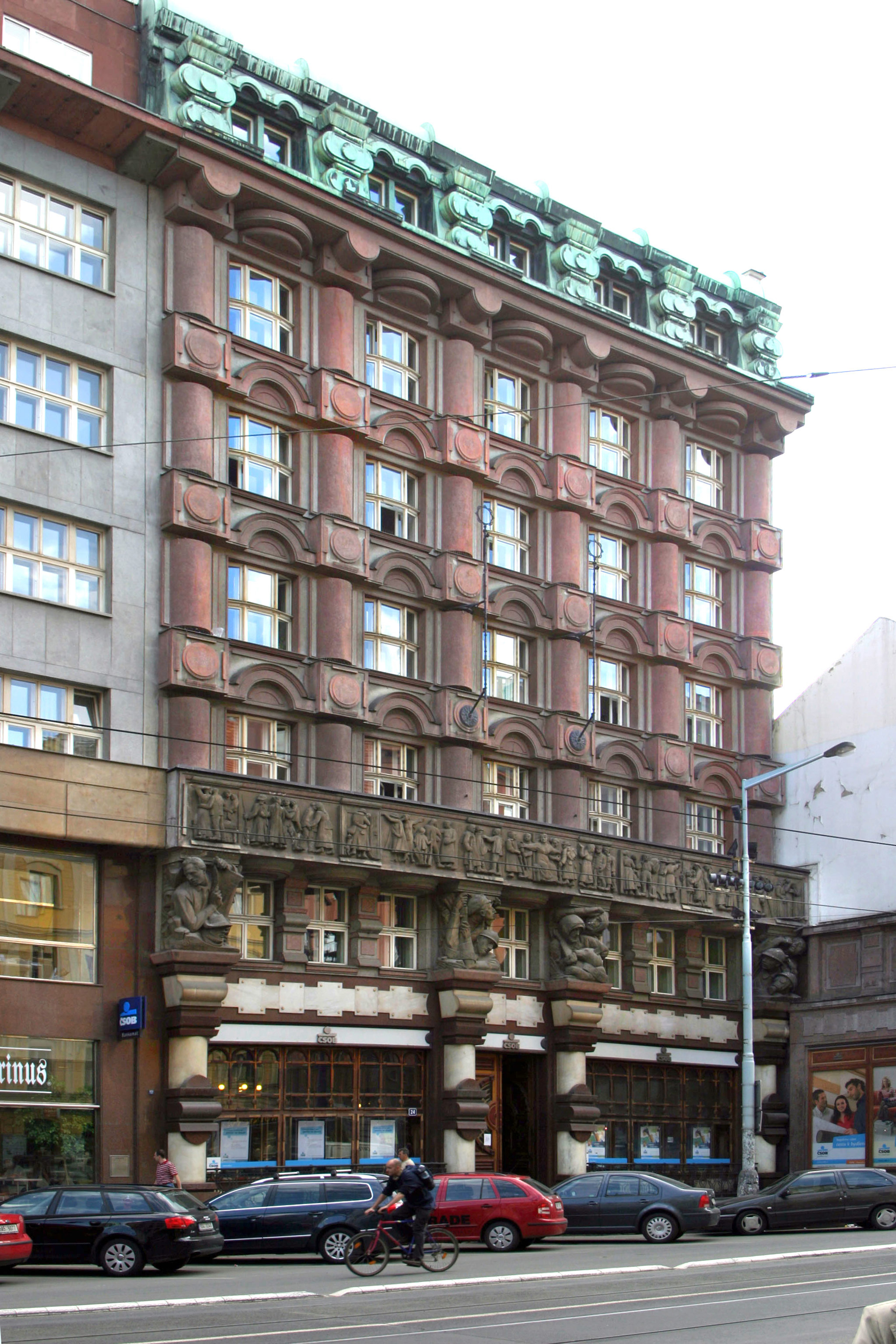
Siège de la Legiobanka.

De Vladivostok, sept wagons de l'or russe furent renvoyés à Moscou : la Légion garda le huitième pour acheter ou louer des bateaux et ce qu'il en resta fut utilisé pour créer la « Banque de la Légion » (Legionářská banka ou Legiobanka) à Prague. Son siège central sur la rue pragoise Na Poříčí est un des chefs-d'œuvre de l'architecture cubiste, sa façade comporte des représentations de la retraite des légionnaires en Sibérie et de batailles auxquelles les légions prirent part, comme Vouziers par exemple.
Le pont des Légions (Most legií) à Prague a reçu son nom en hommage aux légions tchécoslovaques.
Le dernier légionnaire est mort en 2001.
La ville morave de Moravská Třebová (Tchéquie) est le siège d'une école militaire, ou École des Légionnaires.

## Les légions dans la littérature
La Légion tchécoslovaque joue un rôle très important dans le roman de l'écrivain écossais James Meek Un acte d'amour, publié en France en mars 2007 aux Éditions Métaillé. Johnny Depp prépare l'adaptation au cinéma de ce roman au succès mondial, traduit en 27 langues.
Svoboda! est une bande dessinée en plusieurs tomes parue chez Futuropolis qui retrace l'histoire de la Légion tchéco-slovaque.

## Les légions dans les jeux vidéos
Un jeux vidéo a été créé en 2023 Last Train Home qui raconte le périple de l'expédition sibérienne. Ce jeu est jugé fidèle à ce que a vécu cette légion.  

## Philatélie
La Légion tchéco-slovaque en Sibérie a émis des timbres.